# Lanius dorsalis
Lanius dorsalis е вид птица от семейство Laniidae.

## Разпространение
Видът е разпространен в Етиопия, Кения, Сомалия, Судан, Танзания, Уганда и Южен Судан.